# Źle kochana
Źle kochana (tytuł oryg. La malquerida) – dramat autorstwa hiszpańskiego noblisty Jacinto Benavente z 1913. Premiera spektaklu, z główną rolą Maríí Guerrero, miała miejsce 12 grudnia 1913 w Teatro de la Princesa w Madrycie i okazała się sukcesem, zapewniając sztuce miejsce w historii hiszpańskiego teatru.
Sztuka Źle kochana była wielokrotnie przenoszona na duży ekran: pierwszą adaptacją był amerykański niemy dramat The Passion Flower (1921, reż. Herbert Brenon). W 1940 zrealizowano hiszpański film The Unloved Woman (reż. José López Rubio), a dziewięć lat później meksykański dramat o tym samym tytule (reż. Emilio Fernández).